# 行銷科技
行銷科技（英語：Marketing Technology, MarTech），指一組達成行銷目標的軟體方案或科技工具。 行銷科技高峰會（英語：Martech Conference）為主要推動社群。
Martech社群自我標籤為行銷科技者（marketing technologist），即行銷科技的使用者，包含數位行銷、行銷操作、資訊技術、軟體產品、廣告操作、行銷創意等方面的技術人員。

## 發展

### 背景
傳統行銷理論為行銷4P，以實體通路為主。而在21世紀的新科技浪潮產生的新文化，傳統行銷工具不足為繼，而應對此挑戰的方法，佛瑞斯特研究公司（Forrester Research）於2006年提出「網潮思考」（groundswell thinking），將新的數據分析科技應用在行銷上。 針對新時代的行銷科技工具與企業如雨後春筍湧現。 

### 提出
2011年，美國工程師Scott Brinker製作「行銷科技地圖」（Martech Landscape），收集一系列應用在行銷上的科技工具，並提出了術語「MarTech」。 2013年舊金山行銷科技高峰會（MarTech Conference），Martech之父Scott Brinker及與會者正式提出該術語。 於次年，Scott Brinker積極推廣該概念。Martech，為行銷結合科技應用，協助企業的網路商業行為；科技發展改造了行銷商業模式。科技於行銷領域的應用方式，包含使用大量非結構化或是多結構化的資料來進行商業數字的巨量分析等等。

### 2015年行銷科技高峰會
2015年行銷科技高峰會提出了9項總結：
1. 行銷創意者與行銷技術者間的緊張是強大的驅動力
2. 敏捷原則是現代行銷的守則
3. 行銷自動化應經人工逐步測試
4. 發展新的行銷系統，而非止於執行
5. 行銷人應直接將客戶旅程地圖製作成前端/後端設計圖
6. 行銷科技帶來的增長主要仰賴使用者的創造力
7. 自動化行銷（Marketing automation）是新的軟體工程；MarkOps是新的DevOps
8. 新的行銷新創公司浪潮即將到來；顧客資料平台（Customer Data Platform, CDP）是重要的公司類型
9. 好的行銷科技者善用API

同年行銷科技地圖，將Martech產業生態系統劃分為43項子類，包含基礎架構（Infrastructure）、網路環境（Internet）、營運後台（Backbone Platforms）、中介層（Middleware）、行銷體驗節點（Marketing Experience）與行銷營運（Marketing Operations）。

## 行銷5.0
行銷權威菲利普·科特勒在其行銷模型的階段理論中，將「Martech」定為「行銷5.0」模型的主要驅動力。

### 腳註
1. ↑  . www.marketingevolution.com. Evolution Marketing.   [2022-06-17]. （原始内容存档于2022-06-21） （英语）. Marketing technology, also known as MarTech, describes a range of software and tools that assist in achieving marketing goals or objectives.
2. ↑  charles. . CYBERBIZ電商新零售. 2020-10-13  [2022-06-17]. （原始内容存档于2022-06-21） （中文（臺灣））.
3. ↑  行銷資料科學. . Marketingdatascience. 2020-11-26  [2022-09-25]. （原始内容存档于2022-09-28） （中文（臺灣））.
4. 1 2  . Chief Marketing Technologist. 2015-04-06  [2022-06-17]. （原始内容存档于2022-07-09） （美国英语）.
5. 1 2 3 4 5  . Fred Chiang. 2016-02-01  [2019-04-02]. （原始内容存档于2019-04-02） （中文（繁體））.
6. ↑  Bernoff, Josh; Li, Charlene. . 譯者：周宜芳. 台灣: 天下文化. 2009: 9789862164044.
7. 1 2  . www.growthmarketer.academy.   [2022-06-17]. （原始内容存档于2022-06-20） （中文）.
8. 1 2  O'Neill, Sarah. . www.martechalliance.com.   [2022-06-17]. （原始内容存档于2022-06-21） （英语）.
9. ↑  O'Neill, Sarah. . www.martechalliance.com.   [2022-06-17]. （原始内容存档于2022-06-15） （英语）.
10. ↑  . acceleratingvalue.sounder.fm.   [2022-06-17]. （原始内容存档于2021-11-17） （英语）.
11. ↑  MarTech Today. .   [2019-04-01]. （原始内容存档于2021-03-09）.
12. ↑  Lisa Arthur. . Forbes.   [2019-04-01]. （原始内容存档于2021-04-24）.
13. ↑  Brinker, Scott. . Chief Marketing Technologist. 2015-01-12  [2022-06-18]. （原始内容存档于2022-07-08） （美国英语）.
14. ↑  yoyo. . Writing Being. 2021-03-18  [2022-06-17]. （原始内容存档于2022-06-21） （中文（臺灣））.
15. ↑  Kartajaya, Hermawan; Setiawan, Iwan; Kotler, Philip. . U.S.: Wiley. 2021. ISBN 978-1119668510.

### 註
1. ↑  指網路帶來的網路文化
2. ↑  行銷1.0到5.0

## 外部連結
- 行銷科技高峰會官網 （页面存档备份，存于）（英文）
- ChiefMartech （页面存档备份，存于）（英文）：Scott Brinker推廣Martech的部落格，於該站刊登行銷科技地圖
- https://twitter.com/chiefmartec （页面存档备份，存于）：Scott Brinker的推特
- 台北行銷科技社群(Taipei MarTech Meetup)
- Search Engine Marketing Consultant （页面存档备份，存于）